# Estnische Unabhängigkeitspartei
Die Estnische Unabhängigkeitspartei (estnisch Eesti Iseseisvuspartei – EIP) war eine rechtsextreme Partei in Estland.

## Geschichte
Die Estnische Unabhängigkeitspartei wurde im August 1993 in Otepää als "Partei des Estlands der Zukunft" (Tuleviku Eesti Erakond – TEE) gegründet. Die TEE existierte offiziell von 1993 bis 1999. Ab 1999 trug die Partei den Namen Unabhängigkeitspartei. Am 30. Oktober wurde sie aus dem estnischen Parteiregister gestrichen. Teile der Partei, darunter die Parteiführung traten der rechtspopulistischen Eesti Konservatiivne Rahvaerakond bei.

## Programmatik
Die Estnische Unabhängigkeitspartei vertrat das äußerste rechte Spektrum in Estland. Hauptthema war die Ablehnung einer Mitgliedschaft Estlands in der Europäischen Union. Die Partei war gegen die Einführung des Euro in Estland.
Im Mittelpunkt ihres Programms stand ein starker estnischer Nationalismus. Die EIP wollte damit den estnischen "Volkserhalt" sichern. Sie trat für eine autarkere Rolle Estlands von der Weltwirtschaft ein. Die Partei forderte die Verstaatlichung wichtiger Industriezweige und die Wiedereinführung der Todesstrafe.

## Teilnahme an Wahlen
Bei Wahlen blieb die Estnische Unabhängigkeitspartei erfolglos. Während die Partei 1995 noch 2,57 % der Stimmen errang, trat sie bei den Parlamentswahlen 1999 nicht an. Bei den Wahlen zum estnischen Parlament (Riigikogu) 2003 erhielt sie insgesamt 0,55 % der Stimmen. An den Wahlen zum Europäischen Parlament 2004 nahm die Partei nicht teil. Bei der Parlamentswahl 2007 stimmten 0,2 % für die Partei. Bei der Parlamentswahl 2011 erhielt sie 0,4 % der Stimmen.
Mit Stand vom 4. Mai 2015 hatte die Partei nach eigenen Angaben 2.095 Mitglieder.

## Wahlergebnisse
| Jahr | Stimmen | Anteil | Mandate | Platz |
| ---- | ------- | ------ | ------- | ----- |
| 2003 | 2.705   | 0,5 %  | 0/101   | 9.    |
| 2007 | 1.273   | 0,2 %  | 0/101   | 9.    |
| 2011 | 2.571   | 0,4 %  | 0/101   | 9.    |
| 2015 | 1.047   | 0,2 %  | 0/101   | 9.    |
| 2019 | —       | —      | 0/101   | —     |

| Jahr | Stimmen | Anteil | Mandate | Platz |
| ---- | ------- | ------ | ------- | ----- |
| 2014 | 4.158   | 1,3 %  | 0/6     | 9.    |
| 2019 | —       | —      | 0/6     | —     |